# 꺼우저이역
꺼우저이역 (베트남어: Ga Chùa Hà / Ga 𫴶河)은 베트남 하노이 바딘군에 위치한 하노이 지하철 3호선의 철도역이다.

## 노선
- 하노이 지하철
  - 3호선